# 逆転裁判 (ゲーム)
『逆転裁判』（ぎゃくてんさいばん、英：Phoenix Wright: Ace Attorney）は2001年10月12日にカプコンから発売されたアドベンチャーゲーム。逆転裁判シリーズ第1作目。『逆転裁判1』とも表記される。
全4話で構成されている。当初は続編が発売される予定はなかった。ゲームの基本システムはこの時点でほぼ完成されており以降のシリーズでも大きな変更はされていない。メインキャラクターデザインは末包久美子、BGMは杉森雅和が担当。
第6回CESA GAME AWARDSで特別賞を受賞した。
2005年9月15日には『逆転裁判 蘇る逆転』としてニンテンドーDSへ移植された。

## あらすじ
第1話：はじめての逆転
アパートで殺人事件が発生し、被害者の恋人で成歩堂の小学校以来の親友・矢張政志が逮捕された。「綾里法律事務所」所属の新米弁護士・成歩堂龍一は矢張の無実を信じ、初の弁護を引き受けることを決意する。
第2話：逆転姉妹
綾里法律事務所で、成歩堂の師匠・綾里千尋が何者かに撲殺された。その犯人として、第一発見者であり、被害者の妹で修行中の「霊媒師」である綾里真宵が逮捕される。留置所を訪れ彼女が犯人ではないと確信した成歩堂は弁護を引き受け、事件の調査を開始する。
第3話：逆転のトノサマン
人気特撮番組のヒーロー「トノサマン」が、怪人「アクダイカーン」を本当に倒すという事件が発生。「トノサマン」ファンの真宵に引っ張られ、成歩堂は留置所にいるトノサマンの役者・荷星三郎の弁護を引き受けることとなる。
第4話：逆転、そしてサヨナラ
ひょうたん湖公園で殺人事件が発生。容疑者として逮捕されたのは、成歩堂の旧友の天才検事・御剣怜侍だった。事件の調査を進めるうちに、15年前に発生し未解決のままだった「DL6号事件」との関連性が浮上する。
DL6号事件（ディーエルろくごうじけん）
第2話から登場。第1話から第4話の時期から15年前の2001年12月28日に発生した殺人事件。15年間未解決のまま第4話で時効を迎えようとしていた。
地方裁判所を襲った激しい地震で、地方裁判所が停電になり、エレベーターの中で御剣怜侍の父・御剣信弁護士とその息子・御剣怜侍、法廷係官・灰根高太郎の計3名が5時間も閉じ込められ、酸欠状態に陥っていた最中、御剣信が何者かに射殺された。この事件は当時は有名で、警察も徹底的に捜査したが、手がかりは何も得られなかった。そこで、警察は極秘裏に綾里舞子の霊媒で御剣信を呼び、犯人が灰根高太郎だと判明、警察は彼を逮捕した。ところが、灰根はDL6号事件の担当弁護士・生倉雪夫の弁護を受け、無罪となった。このことで綾里舞子は警察から厳しく糾弾され、娘の綾里千尋・綾里真宵を置いて失踪した。また、警察が捜査に行き詰った結果霊媒に頼ったことが何者かによって世間に公表され、警察は致命的な恥をさらしたことで笑いものになり、警察は誰がこのことを漏えいしたかを裏で捜査した。
第4話までの時点では未解決となっていたが、同話で成歩堂の活躍によって真相が明らかになり、真犯人が逮捕されて事件は解決した。しかし、この事件はシリーズの主要人物たちのその後を大きく狂わせており、事件が解決した後も事件の影響は物語に暗い影を落としている。
名前の由来は巧舟の好きなミステリー作家・泡坂妻夫のデビュー作『DL2号機事件』。

## 登場人物

### 『はじめての逆転』（『逆転裁判 蘇る逆転』では『はじめての逆転』/『逆転裁判』では『初めての逆転』）
高日 美佳（たかび みか）
性別：女
被害者。モデルだが収入は少ない。矢張と交際していたが、検察側の調査報告で複数の男性と援助交際をしていたことが判明した。事件の前日まで矢張とは無関係にニューヨークへと旅行しており、検察は「矢張は振られていた」と認識している。ただ、矢張から贈られた「考える人の置時計」をわざわざニューヨークにまで持参していることから、矢張に確かな愛情を持っていたと考えられる。
名前の由来は、「高日」が「高飛車」から、「美佳」は特に理由はない。
亜内 武文（あうち たけふみ）[アウチ]
声 - 浜亘（サウンド・SE担当、ゲーム『1』から『4』・『蘇る』）・いずみ尚（『パチスロ 逆転裁判』）
性別：男
担当検事。眼鏡と薄い髪が特徴で、灰色のビジネススーツを着用している。ベテランだが押しが弱く、甲高く叫ぶ「異議あり！」が全く持って頼りない。
名前の由来である「亜内」は実在の歯医者からである。
山野 星雄（やまの ほしお）[ヤマノ]
声 -後藤ヒロキ（パチスロ 逆転裁判）
性別：男
目撃者。新聞勧誘員。不自然な髪型ともみ手をしており、妙にクネクネしている。名前の由来は、警察の隠語「事件（ヤマ）の犯人（ホシ）」から。

### 『逆転姉妹』
松竹 梅世（しょうちく うめよ）[ウメヨ]
性別：女
目撃者。情報調査会社「コナカルチャー」社員で小中の秘書。ピンクのボブヘアーにハートをあしらったピンクのボディコンスーツが特徴。大きなバストや綺麗な脚といった色っぽい容姿をしている。事件当時に事務所向かいのビジネスホテル「板東ホテル」に宿泊しており、事件の一部始終を目撃した。持ち前のチャーミングな美貌と猫のような可愛らしい振る舞いで男性を虜にするが、自分に都合の悪い場面になると顔と性格が豹変し凶暴になり、ハートのブローチも逆さになる。初期設定では彼女に見とれた成歩堂の目がハートになるという演出も考えられていたが、ボツになった。
名前の由来は「松竹梅」で、仮設定段階の名前がそのまま採用された。
ボーイ[ボーイ]
性別：男
板東ホテルのボーイ長。本名不明。右手には常にティーセットを持っている。堅苦しい口調であり、一見するとまともな人物のように見えるが、事件を利用してホテルの規模を拡大しようと画策するなどやや物騒な思想を持つ。梅世のような美人の宿泊客には甘い一面もある。
小中 大（こなか まさる）[コナカ]
性別：男
演 - 鮎川誠（実写版映画）
「コナカルチャー」社長。20階建ての本社ビルを構え、本人曰く「依頼人の必要な情報を調査、収集して売買を行う画期的なビジネス」を行っている。髪は紫色で、桃色のスーツを着用している。極めて自信過剰な性格で、日本人ながら怪しげな英語交じりの発言を好み、悪趣味なアクセサリーを身にまとっている。
名前の由来は「小中大」で、仮設定段階での名前がそのまま採用された。
星影 宇宙ノ介（ほしかげ そらのすけ）[ホシカゲ]
性別：男
弁護士。「星影法律事務所」の所長で、千尋の師匠にあたる。「ウォッホン！」という咳払いと、二人称の「君」を「チミ」と言い、台詞の「じ」が「ぢ」になるのが特徴。茶色のスーツの上から分かるほど恰幅が良く、形の良い鼻ひげを蓄えている。

### 『逆転のトノサマン』
荷星 三郎（にぼし さぶろう）[ニボシ]
性別：男
被告人。「成歩堂法律事務所」の最初の依頼人で、通称は「ニボサブさん」。映画制作会社「英都撮影所」に所属し、人気ヒーロー「大江戸戦士トノサマン」（ゲーム中での架空のヒーロー）のトノサマン役を務めるアクションスターだが、着ぐるみを着て出演しているため、素顔は認知されていない。ライオンのような強面と大柄で屈強な体格をしているが、非常に気が小さく優しい心の持ち主であり、レースのハンカチでよく涙を拭っている。「恐縮です」が口癖。
名前の由来は、「荷星」が「煮干」（メジャーになれない「小さい魚」のイメージ）、「三郎」が「三男のようなイメージ」から。
衣袋 武志（いぶくろ たけし）
性別：男
被害者。荷星の先輩に当たる二枚目顔のアクションスター。「大江戸戦士トノサマン」でライバルのアクダイカーン役を務めているが、かつては撮影所の絶頂期を築き上げた、押しも押されもせぬ大スターだった。
仮設定段階での名前は「衣袋サケル（胃袋サケル）」。
大場 カオル（おおば カオル）[オバチャン]
声 - 井関佳子（『特別法廷』・ドラマCD）
性別：女
目撃者。かつては大道具担当のスタッフだったが、現在は撮影所の警備員を務める。一人称と通称は「オバチャン」。ミーハーで押しが強く、語尾には「ヨ」を付けて話す。プレイヤーが読めないほどの速度で一方的に話を進める「マシンガントーク」を繰り出すことがある。衣袋の大ファン。法廷内で出会った御剣に一目惚れして「ミッちゃん」と呼び、彼の前では頬を赤らめて乙女の顔つきになるが、彼からは非常に嫌がられている。マシンガントークの中で、「ムスコも三年も電話をよこさない」と発言していることと左手の指輪から、既婚者であることがわかる。
大滝 九太（おおたき きゅうた）[キュータ]
性別：男
目撃者。撮影所に無断で忍び込む小学生で、トノサマンのファン。子どもながらに頭も言葉も鋭く、真宵の装束を「狂ったファッションセンス」と称して泣かせるなど攻撃的な性格だが、真宵の霊媒で現れた千尋の前では非常に素直に振る舞う。買ってもらったばかりのデジタルカメラを肌身離さず持っている。
間宮 由美子（まみや ゆみこ）[スタッフ]
性別：女
英都撮影所で大道具や小道具を担当するアルバイトスタッフ。茶色のシャツを着用しており、丸い眼鏡にポニーテールの髪型、顔に雀卵斑があるなど地味な外見である。手先がかなり不器用で、撮影用の道具を懸命に修理するが、かえって状況を悪くしてしまう。トノサマンのトレーディングカードを熱心に集めている。
宇在 拓也（うざい たくや）[カントク]
性別：男
「大江戸戦士トノサマン」の撮影監督。オタクを絵に描いたような人物で、語尾に（笑）や（怒）、（汗）などの感情記号を付けて発言する。ちょんまげが付いたキャップ帽を着用している。かつては、それほど有名ではないB級映画の監督だったが、姫神の鶴の一声でトノサマンの撮影監督に抜擢されて以降は、業界にその名を轟かせている。名前の由来は、「宇在」が煩わしさを表す「うざい」で、「拓也」が「オタク」から。
姫神 サクラ（ひめがみ サクラ）[ヒメガミ]
性別：女
演 - 蜷川みほ（実写版映画）
「大江戸戦士トノサマン」のプロデューサー。キセルを吹かし、セピア色を強調したセクシーな服を着ている。髪型はショートヘアだが普段はフードに隠れている。撮影所が倒産寸前だったところに現れ、立て続けにヒット作を連発して撮影所の経営を立て直した「神様」とも称される敏腕プロデューサーである。そのため、撮影所の関係者は彼女に頭が上がらない。名前はイメージで付けられた。

### 『逆転、そしてサヨナラ』
生倉 雪夫（なまくら ゆきお）
性別：男
演 - 篠井英介（実写版映画）
被害者。当初は身元不明だが、後に「生倉 雪夫」という人物であることが判明する。生前は弁護士であったが評判は悪く、かつて「DL6号事件」を担当した際には依頼人は無罪になったものの、社会的地位を失った。『123』で顔が若干変更された。
名前の由来は、巧舟が以前から考えていた面白い名前の中から適当に選ばれた。
大沢木 ナツミ（おおさわぎ ナツミ）[ナツミ]
性別：女
演 - 谷村美月（実写版映画）
目撃者。自称「大学の研究生」。大阪弁と茶髪のアフロヘアーが特徴で、緑色のフリースを着用。流星群を撮影するためにひょうたん湖の周辺でキャンプをしていた際に、殺人の瞬間を捉えた写真を撮影したことから、目撃者として証言台に立つことになる。
名前の由来は、「大沢木」が「大騒ぎ」、「ナツミ」が夏のイメージから。
狩魔 豪（かるま ごう）[カルマ]
声 - 杉森雅和（BGM担当、ゲーム『1』『蘇る』『検事2』）・武虎（特別法廷）・小村哲生（『パチスロ 逆転裁判』）、石橋凌（実写版映画）
性別：男
御剣の師匠で、検事。就任から40年の間、無敗を誇る検事局の生ける伝説である。狩魔の掟「狩魔はカンペキをもってよしとする」の体現者。証拠の隠滅や証言の操作、関係者への根回しをすることに加え、他の検事よりも異議を唱える頻度が高く、成歩堂に付け入る隙を与えない。審理の進行までも自身で行おうとする。
名前の由来は、仏教用語の「カルマ」から。
ボート小屋の管理人（ボートごやのかんりにん）[オヤジ]
性別：男
目撃者。本名不明。ニット帽を被った、白ひげと白髪が特徴の初老男性。「サユリ」というオウムを飼い、「サユリさん」と呼ぶ。認知症の気があり言動に曖昧な部分が多く、自分のことを老舗の蕎麦屋「長寿庵」の主人だと思い込んでいることに加え、自分の名前すら憶えていない。忘れっぽいため、大事なことはサユリに記憶させている。常に体を左右に揺らし、ぼんやりした表情で眠そうにしている。
サユリ[オウム]
演 - キバちゃん（実写版映画）
ボート小屋の管理人が飼っているオウム。「オハヨー」など数種類の言葉を記憶している他に、ボート小屋の管理人が忘れがちな大事なことを記憶させている。「サユリさん」と呼ばれないと返事をしない。
灰根 高太郎（はいね こうたろう）[ハイネ]
演 - 小日向文世（実写版映画）
性別：男
法廷係官。「DL6号事件」の被告人で、無罪判決を得たものの社会的な地位を失った。事件後に行方不明となった。
名前の由来は、「灰根」が詩人の「ハインリヒ・ハイネ」、「高太郎」が彫刻家の「高村光太郎」から。
御剣 信（みつるぎ しん）
演 - 平岳大（実写版映画）
性別：男
弁護士。「DL6号事件」の被害者で怜侍の父。敏腕弁護士として名を馳せ、かつて法廷で狩魔と対峙した経験がある。
名前は適当に付けられた。
綾里 舞子（あやさと まいこ）
演 - 余貴美子（実写版映画）
性別：女
倉院流霊媒道の家元。「DL6号事件」の関係者で千尋と真宵の母にあたり、夫を亡くしている。御剣信の霊を呼び出して灰根を告発したものの、灰根は無罪となり、そののちに失踪。現在まで行方不明である。
星影 宇宙ノ介（ほしかげ そらのすけ）[ホシカゲ]
性別：男
星影法律事務所所長。若い人を見ると「“青春の日々はぁ････青いレモンのカオリぃ････”かァ」と呟くような、呑気な性格。
ミサイル[ミサイル]
所轄署で訓練中の警察犬。とても可愛く円らな瞳が特徴。

## 開発
新しい探偵ゲームを作りたいと考えた、ディレクターの巧舟が2000年8月から構想を始めた。同年9月1日の初めてのミーティングでは、他6人の開発者から企画を酷評されるも、本作の鍵となる「裁判」について知ろうと考えた巧はカプコンの近くにある地方裁判所で裁判を傍聴しに行くことを決めた。実際に傍聴してみると事務的に淡々と説明がなされることに驚きつつ、妙にアットホームな雰囲気な面もあり印象的だったと語っている。いくつかの裁判を傍聴した巧たちは裁判長が木槌を叩かない点や弁護士や検事が「異議あり！」と叫ばないなど、実際の裁判は想像とは若干異なっていることを知った。裁判傍聴後、開発が始まり、タイトルを決めることになるが、当初は「サバイバン」と呼ばれていた。「サバイバル」と「サイバン」を合わせた名称で、巧は『空飛ぶモンティ・パイソン』のように、意味はわからないがだんだん浸透していき、「サバイバン」の名称で本作を指すことがわかるまで広がってほしいと考えていたが、周囲からは「本当に意味がわからない」と一蹴され、一番偉い上司により「逆転裁判」という名称になった。企画開始時はゲームボーイアドバンスの発売前だったため、ゲームボーイ用ソフトとして企画されていた。
2000年11月、開発が進むにつれ、スタッフから法律の考証をするべきと提案されるが、巧は本作はあくまで推理ゲームであって現実の裁判に近づけるのではなく、裁判のもつ雰囲気や緊張感を強調・再現することを重要視していた。同月末には遊べる程度に開発が進んだが、部長など第3者に試遊してもらうとすぐにゲームオーバーになるほど難度が高く酷評され、さらに年末には開発スタッフ1人が都合により辞める事態となった。少人数での開発であったため、1人抜けただけでも致命的となり、年明けには開発中止を言い渡されるも、プロデューサーと部長の救済により、バイオハザードの開発チームが掛け持ちをしてくれることになった。こうして難解なシステムを作り変えることになった結果、証言と尋問の開始を分かりやすくし、情報量を減らし、新たにエピソードを作ることになった。このため第2話は元々第1話の予定だったが、プレイヤーが初めて遊ぶことになる第1話は法廷パートのチュートリアル的なエピソードに変更することとなり、「逆転姉妹」は第2話に変更された。
2001年2月末までに第1話と2話は完成し、3話を4月10日、4話を5月10日までの締め切りで開発が進み、5月15日に完成、残り1か月をかけて細部の調整がなされた。同年6月29日、プロデューサーと部長を含めて9名の打ち上げを行い開発チームは解散した。
スタッフ
巧舟（企画・脚本・ディレクター）
スエカネクミコ、岩元辰郎（キャラクターデザイン、グラフィック）
大谷規之、遠藤正勝（プログラム）
杉森雅和（音楽）
森敦史（効果音）- バイオハザードチームからの助っ人
稲葉敦志（プロデューサー）
三上真司（製作総指揮）- 開発当時、開発部の部長

## 評価
GAME Watchの田名網陽平は「探偵パート」に関して、分岐がないことから「時間制限などが用意されていれば、よりゲーム性と難易度の高いゲームになっただろう」と評している。一方でストーリーは作りこまれており、推理小説を読んでいるかのようで、携帯機としてはボリュームもあり、登場人物たちの会話を楽しむことで長く遊べると評している。システム面でも場面ごとにセーブができる点は便利で、ゲームのテンポは良く、かつてのアドベンチャーゲームを彷彿とさせ、アドベンチャーゲームの良さを再認識でき、総じて完成度の高いゲームであると評している。
発売後、カプコンのもとには普段ゲームをしない人からも反響が寄せられた。
2002年には廉価版としてBest Price!版が発売されたが、人気により2003年2月14日にはBest Price!版が再発売された。

## 関連商品
- 逆転裁判 真相解明マニュアル（2001年11月15日発売）ISBN 4575162892
- 逆転裁判+逆転裁判2 オリジナル・サウンドトラック（2004年3月31日発売）[36]

## 他機種版
2003年9月にボーダフォンのVアプリ向けに配信開始された（第1話、第2話、第3話、第4話）。
同年12月からはドコモのiアプリ向けに配信開始された（第1話、第2話、第3話、第4話）。
2004年にはauのEZWeb（Java）向けに配信開始された（第1話、第2話、第3話、第4話）。
2005年にauのEZWeb（BREW）向けに配信開始された（第1話、第2話、第3話）。
2005年12月23日にはWindowsへの移植版としてソースネクストから発売された。2008年3月18日には『逆転裁判 配信版』がダレットから配信開始された。2006年3月31日には第1作、2作、3作をセットにした『逆転裁判 PC 1・2・3』が発売された。

## 逆転裁判 蘇る逆転
GBA版『1』のニンテンドーDSへの移植にあたり、『1』と『2』の間の時期に新エピソードを1話追加した作品。元は『逆転裁判』の海外進出のために開発されたもので、日本版でも設定を切り替えて英語版がプレイ可能。
本作はGameSpot's E3 2005 Editors' Choice AwardsでBest Adventure Gameを受賞した。
2014年4月17日には『逆転裁判123 成歩堂セレクション』への収録作品の一つとしてニンテンドー3DS向けに発売された。

### システム
GBA版と対照的に画面がズームアウトされ、キャラクターと背景が見えやすくなり、法廷記録の証拠品ファイルと人物ファイルの説明や台詞が表示される画面の大きさにも違いがある。またDSの機能を活かして、法廷記録が下画面での1ページあたり8個の表示に変更され素早く選択できるようになっていたり、マイクを使った音声入力で「異議あり！」「待った！」「くらえ！」が可能だったりと、ユーザーインターフェースに改良がなされている。マイク機能は選択式のため使用しなくても進められる。また証言の再読・早送り、「ゆさぶる」「つきつける」の入力がタッチパネルに触れるだけの操作で可能となった。ほか追加された新エピソードではニンテンドーDSの機能を活かした3D証拠品やアニメーションによる動画の証拠品も登場し、ルミノール試薬や指紋検出といった「カガク捜査」が導入されている。
第1話-第4話のシナリオは基本的にGBA版と同一であるが、第1話のタイトルは「初めての逆転」から「はじめての逆転」とひらがな表記になり、一部の登場人物の年齢などの設定が変更されている。また全話のテキストやBGMが入るタイミングが調整されている。
本作品から物語クリア後に第1話 - 第4話のストーリー公式イラストが表示されるようになったが、第5話のみストーリー公式イラストが当時制作してなかったため表示されない。なおDSに本ソフトとGBA版『1』を差し込めば最初から全てのエピソードを遊べるようになる。
英語版では場所の設定は日本からアメリカのロサンゼルスに変更され、主人公の名前はフェニックス・ライト、トノサマンはスティール・サムライに変更された。

### あらすじ
第5話：蘇る逆転
ひょうたん湖での殺人事件（『1』第4話の事件）から2カ月。あの事件以来、成歩堂も御剣も法廷に立っていなかった。そんなある日、成歩堂の元に一人の少女が「姉を助けて欲しい」と事務所に駆け込んでくる。彼女の姿が事務所を去った真宵と重なって見えた成歩堂は依頼を引き受けることを決意する。依頼された事件は検察局の駐車場で捜査官が刺殺されたというもの。しかしその殺人事件と「同日・同時刻」に「同じ捜査官」が警察局でも殺害され、「別の人間が逮捕される」という奇妙な事件が起こっていた。このエピソードでは、バッドエンドが存在する。
SL9号事件（エスエルきゅうごうじけん）
第5話から2年前の2015年2月21日に発生した連続殺人事件。DL6号事件と対照的にこちらは解決事件となっている。
担当捜査官が罪門恭介、市ノ谷響華、多田敷道夫。担当検事が罪門直斗。
被害者が曲角 中也（まがりかど ちゅうや）、戸鉢 里恵（とばち りえ）、名栗 武史（なぐり たけし）、草葉 影丸（くさば かげまる）、八ノ巣 玉美（はちのす たまみ）、罪門 直斗。
犯人は青影丈というごく普通のサラリーマンだった。ところが決定的な証拠品もなく、動機も全て推測だったため、警察は彼を逮捕できず、焦りを感じていた。だが、彼が最後に罪門恭介の弟・罪門直斗を殺害したことで決定的な証拠品を残し逮捕され、死刑判決を受けて、事件は解決した。しかし罪門恭介は弟の死を不審に思い単独で執念深くこの事件を調査していたが、第5話で事件発生からちょうど2年が経過して申し送りを迎え、追跡捜査ができなくなった。罪門直斗が死亡した後、後任として御剣が担当検事となり、事件解決後に御剣の黒い噂を作るきっかけとなった事件でもある。事件解決後に罪門恭介は、巡査に降格され、市ノ谷響華は検事に解雇届けを出され、多田敷道夫のみ咎めがなかった。

### 登場人物

#### 『蘇る逆転』
宝月 巴（ほうづき ともえ）[トモエ]
性別：女
被告人。御剣の上司にあたる地方検事局の主席検事であり、宝月茜の姉。両親を亡くしているため、茜は唯一の肉親である。
多田敷 道夫（ただしき みちお）[タダシキ]
性別：男
被害者。白で統一された服装が特徴の捜査官。検事局と警察局の両方で刺殺されている。
罪門 恭介（ざいもん きょうすけ）[ザイモン]
性別：男
保安課の巡査。検察局側の事件で現場責任者を務める。カウボーイのような格好をしており、愛用のナイフと飲み物が入ったスキットルを携帯していることと、キザな言い回しが特徴。検事に対して不信感を抱いている。
市ノ谷 響華（いちのたに きょうか）[キョウカ]
性別：女
目撃者。弁当屋「ベントーランド」の販売員で、検事局と警察局を行き来している。弁当屋らしからぬゴージャスな風貌が特徴で、片目が前髪で隠れている。かつては捜査官であり、取り調べで必ず自白（ゲロ）させる腕前から「ゲロまみれのおキョウ」と呼ばれていた。罪門と同じく、検事に対して不信感を持っている。開発段階では分かり易く、「明日か今日か」で明日香 響華（あすか きょうか）になる予定だった。
巌徒 海慈（がんと かいじ）[ガント]
性別：男
地方警察局長。紫眼鏡を掛けた白髪と白ひげの男性。裁判長を「チョーさん」と呼ぶほどの親しい間柄である。かつては副局長を務めながら巴と組んで捜査をしていた。SL9号事件の解決により局長に就任した。
原灰 ススム（はらばい ススム）[ハラバイ]
声 -後藤ヒロキ（パチスロ 逆転裁判）
性別：男
総務課の巡査。勢いだけが売りで、成歩堂曰く「頭も運も良くない」人物。警察局側で多田敷を殺害した容疑で逮捕される。常に拡声器を肩から下げており、感情が昂ぶると人が目の前にいるにもかかわらず、それを使用して叫ぶ。左手を怪我しており、包帯を巻いている。
青影 丈（あおかげ じょう）
性別：男
「SL9号事件」の犯人。2年前に逮捕され、死刑判決を受けており、既に執行されている。享年42。
罪門 直斗（ざいもん なおと）
性別：男
検事。恭介の弟で兄と同じ趣味の服装をしている。「SL9号事件」の捜査を行っていた際に、青影に刺殺された。
ボーイ[ボーイ]
性別：男
『蘇る』第2話で登場した板東ホテルのボーイ。同ホテルの支配人でもある。御剣からストレートティーの注文を受け、ホテルから御剣の執務室まで運んでいる。

### 開発
アメリカでのニンテンドーDS発売を機に2004年7月ごろにカプコン現地法人社長から移植の依頼が来たことで、英語版の制作が決まるが、日本国内においてもユーザーのほか販売店や出版社からも続編希望があることから、日本国内版も発売が決定された。シリーズは『逆転裁判3』の発売をもって終了していたため、開発チームも解散していたが、本作制作のために急遽新たなチームが招集され、同年10月くらいから開発開始された。スタッフからの『逆転裁判2』に繋がるエピソードが見たいという意見を受け、第5話を制作、5話はシリーズ最長の物語となった。ただしシナリオ担当の巧舟は第1話から第4話で1つの物語として完結しているため、第5話はエンディング後の外伝のような形で追加することを考え、プロデューサーの松川美苗はこれを了承した。また内容も当初はより長く複雑なものだった。
第5話の新規登場人物デザインおよびパッケージイラストは塗和也が担当。新規BGMは木村明美が担当。1 - 4話のBGMは『1』と同一であるが、ハードの変化により音質に若干の違いが生じている。また『1』のエンディングBGM（逆転裁判・終幕）は諸事情により未完成のBGMを用いていたため、リメイクに際して修正されている。
完成後、松川はアメリカのサンディエゴへ渡り、コミコンへ本作の体験版を出展した。2005年9月16日から開催された東京ゲームショウには前日が発売日であったため出展されなかったが、代わりに「逆転裁判・特別法廷」と題したオリジナル映像作品が上映された。
本作の開発終了後、巧舟ら開発チームは『逆転裁判4』の開発に取り掛かっていたが、本作発売前の時点において、ユーザーからは本作よりも、まだ制作発表前の『逆転裁判4』を期待するメッセージが寄せられていた。

### 関連商品
- 逆転裁判 蘇る逆転 真相解明マニュアル（2005年11月4日発売）双葉社 ISBN 4575164461
- 逆転裁判 蘇る逆転 オフィシャルコンプリートガイド（2006年6月15日発売）カプコン ISBN 4862330541
- 逆転裁判 蘇る逆転 脚本大全（2012年1月13日発売）カプコン ISBN 4862333311
- 逆転裁判 蘇る逆転 オリジナル・サウンドトラック（2006年3月31日発売）[36]
- 逆転裁判サウンドBOX（逆転裁判 蘇る逆転〜逆転裁判3）（2012年2月8日発売）

### 他機種版
2006年10月2日にiアプリ向けに配信開始された。ほか2007年にはEZアプリ・S!アプリ向けに配信された。
2009年12月15日にはWiiウェア向けに配信開始された。4話まで収録され、第5話は『2』『3』配信後の2010年3月16日より有料の追加コンテンツとして配信。Wiiウェア版ではWiiリモコンを活用した操作が可能で、証人をゆさぶる場合はリモコンを縦に振る、証拠をつきつける場合はリモコンを突き出すことで操作ができる（ボタン入力でも操作可能）。
2009年12月3日にiOS版が発表された。同年12月21日に配信開始され、2話以降は有料の追加コンテンツとして配信された（3話以降は2010年1月配信）。iOS版は『逆転裁判123HD 〜成歩堂 龍一編〜』配信開始に伴い、配信終了となった。
2014年4月17日には『逆転裁判123 成歩堂セレクション』への収録作品の一つとしてニンテンドー3DS向けに発売された。